# Volkswagen Group MLB
Volkswagen Group MLB — одна из платформ концерна Volkswagen для легковых автомобилей. Анонсирована в 2012 году для передне- и полноприводных автомобилей с продольным расположением двигателя.
Изначально платформа была разработана Audi и впервые использована на Audi A5 в 2007 году. Позднее на ней были выпущены Audi A4, Audi Q5, Audi A8, Audi A7, Audi A6, Porsche Macan. Второе поколение Audi Q7 было выпущено на обновленной платформе MLB Evo.
MLB расшифровывается как Modularer Längsbaukasten (Модульная Продольная Матрица). MLB является одним из направлений семейства платформ MB (Modulare Baukasten (нем), Модульная матрица). Сюда же входит родственная платформа MQB для автомобилей с поперечным расположением двигателя.
В феврале 2016 Volkswagen представляет свой первый автомобиль на платформе MLB — Phideon, седан представительского класса для рынка Китая. До этого, платформу использовали только Audi и Porsche.

## Автомобили на платформе MLB
- Audi A5 (Typ 8T/8F), 2007—2016[5]
- Audi Q5 (Typ 8R), 2008—2017[5]
- Audi A4 (B8) (Typ 8K), 2007—2016[5]
- Audi A8 (D4) (Typ 4H), 2010—2017
- Audi A7 (Typ 4G), 2010—2017[5]
- Audi A6 (C7) (Typ 4G), 2011—2018[5]
- Porsche Macan (Type 95B), 2013-настоящее время
- Volkswagen Phideon (Typ 3E), 2016–настоящее время

## Автомобили на платформе MLB Evo
- Audi Q7 (Typ 4M), 2015–настоящее время
- Bentley Bentayga (Typ 4V), 2015–настоящее время
- Audi A4 (Typ 8W), 2016–настоящее время
- Audi A5 (Typ 8W6), 2016–настоящее время
- Audi Q5 (Typ 80A), 2017–настоящее время
- Audi A7 (Typ 4K8), 2017–настоящее время
- Audi A8 (Typ 4N), 2017–настоящее время
- Audi A6 (Typ 4K), 2018–настоящее время
- Audi Q8 (Typ 4MN), 2018–настоящее время
- Audi e-tron (Typ GE), 2018–настоящее время
- Lamborghini Urus
- Porsche Cayenne (третье поколение) (Type 9YA), 2018–настоящее время
- Volkswagen Touareg (третье поколение) (Type CR), 2018–настоящее время